# Paralimnophila setulicornis
Paralimnophila setulicornis là một loài ruồi trong họ Limoniidae. Chúng phân bố ở miền Australasia.